# Shuki Okamoto
Pour les articles homonymes, voir Okamoto.
Okamoto Shūki (岡本 秋暉), nom familier : Sukenojō, nom de pinceau : Shūō, Fujiwara Ryūsen est un peintre de fleurs et d'oiseaux, japonais du XIXe siècle né en 1807 à Edo et mort en 1862.

## Biographie
Shūki Okamoto est un peintre de l'école Nanga (peinture de lettré), élève de Kuwagata Keisai, qui, à la mort de son maître, suit le style de Kazan.
Spécialiste de fleurs et d'oiseaux,il est au service du Seigneur Okubo, à Odawara. Le Mus. of Fine Arts de Boston conserve un paravent à deux feuilles signé et daté 1861, en couleur sur papier: Fleurs et oiseaux. 